# Julius Stoklasa
Julius Stoklasa (9. září 1857 Litomyšl – 4. dubna 1936 Praha) byl český chemik, fyziolog a biolog; zakladatel Zemského výzkumného ústavu v Brně (1898) a spoluzakladatel Československé akademie zemědělské (1924). Byl synem Vojtěcha Stoklasy, lazebníka z Litomyšle a jeho manželky Františky, dcery šenkýře z Dvořiska u Chocně.

## Život
Vystudoval na vysokých školách zemědělských ve Vídni a v Lipsku, pracoval na Pasteurově ústavu v Paříži. V roce 1901 byl jmenován profesorem agrochemie a rostlinné výroby na Českém vysokém učení technickém v Praze. Byl také prvním děkanem Vysoké školy zemědělského a lesnického inženýrství v akademickém roce 1907/1908 a následně ještě 1910/1911 a 1917/1918.
Zemřel roku 1936 v Praze a byl pohřben na Vinohradském hřbitově.

### Rodinný život
Byl ženat s Boženou, rozenou Miškovskou (1869-1898), se kterou měl dceru Miloslavu (1889-??). Rodina žila na Královských Vinohradech, Božena Stoklasová náhle zemřela v květnu 1898. Po její smrti (někdy v roce 1904) se oženil s Milicou Jarolímkovou, dcerou vrchního finančního rady.

## Posmrtné ocenění
Po Juliovi Stoklasovi je pojmenován jeden ze čtyř hlavních přednáškových sálů na Fakultě agrobiologie, potravinových a přírodních zdrojů Český zemědělské univerzity v Praze. Každoročně je nejlepším absolventům doktorských programů na této univerzitě udělována Cena prof. Stoklasy za vědecké výstupy.